# Tisilio
Tisilio (Tysilio o Tyssel o Tyssilo, identificato anche come Suliac o Suliau; ... – 640) è stato un vescovo e abate gallese del VII secolo, venerato come santo in seno alla Chiesa cattolica.

## Biografia
Era figlio di un sovrano del Powys, Brochwel Ysgithrog, e nipote da parte di madre di san Dunod, abate di Bangor Iscoed.
Probabilmente iniziò il suo apostolato a Trallwng Llywelyn (Welshpool). Si stabilì poi nel Meifod, dove fondò una chiesa monastica.

## Culto
Viene festeggiato l'8 novembre.